# Оспедалето
Оспедалето (итал. Ospedaletto) је насеље у Италији у округу Тренто, региону Трентино-Јужни Тирол.
Према процени из 2011. у насељу је живело 689 становника. Насеље се налази на надморској висини од 342 м.

## Становништво
Према резултатима пописа становништва 2011. у општини је живело 820 становника.
| 1931. | 1936. | 1951. | 1961. | 1971. | 1981. | 1991. | 2001. | 2011. |
| ----- | ----- | ----- | ----- | ----- | ----- | ----- | ----- | ----- |
| 860   | 798   | 841   | 808   | 784   | 762   | 757   | 832   | 820   |